# توبی کبل
توبی کبل (به انگلیسی: Toby Kebbell) (زاده ۹ ژوئیه ۱۹۸۲) بازیگر انگلیسی است.

## زندگی‌نامه
کبل در شهر پونتفرکت زاده شد. سپس او به مدرسه کاتولیکها وارد شد؛ و از سال ۲۰۰۴ به‌طور حرفه‌ای وارد حرفه بازیگری شد.

## فیلم‌شناسی
- خدمتکار (مجموعه تلویزیونی)
- چهار شگفت‌انگیز
- طلوع سیاره میمون‌ها
- کارآموز جادو
- شاهزاده ایران:ماسه‌های زمان
- شری
- چای و بیسکوئیت
- آلمانی
- راک انرول
- کنترل
- بیابان
- نقطه موردنظر
- الکساندر
- اسب کارزار
- وارکرافت
- هیولایی فرا می‌خواند
- کونگ: جزیره جمجمه
- چری
- بلادشات
- مغز زنانه